# Veisjärv
Veisjärv är en sjö i Estland.   Den ligger i landskapet Viljandimaa, i den södra delen av landet, 160 km söder om huvudstaden Tallinn. Veisjärv ligger 97 meter över havet. Arean är 4,8 kvadratkilometer. I omgivningarna runt Veisjärv växer i huvudsak blandskog. Den sträcker sig 3,4 kilometer i nord-sydlig riktning, och 2,1 kilometer i öst-västlig riktning.